# 肥齿龙属
肥齿龙属（学名：Gordodon）为基龙科的一个属。

## 下属物种
本属包括以下物种：
- Gordodon kraineri Lucas, Rinehart & Celeskey, 2018[2]